# Batjkovo-klosteret
Batjkovo-klosteret (bulgarsk: Бачковски манастир) el. Petritsoni-klosteret er et kloster i Bulgarien.
| Bygning eller seværdighed | Spire Denne artikel om en bygning, et bygningsværk eller en seværdighed er en spire som bør udbygges. Du er velkommen til at hjælpe Wikipedia ved at udvide den. |

- Wikimedia Commons har flere filer relateret til Batjkovo-klosteret

41°56′32″N 24°50′58″Ø / 41.942222222222°N 24.849444444444°Ø